# Grigori Orlov
Grigori Grigórievich Orlov (en ruso: Григо́рий Григо́рьевич Орло́в, 1734-1783) fue un noble y militar ruso, favorito de Catalina II de Rusia. Dirigió el golpe que derrocó al marido de Catalina, Pedro III de Rusia, proclamando a Catalina como emperatriz. Durante algunos años, fue virtualmente cogobernante con ella, pero sus repetidas infidelidades y la enemistad de otros consejeros de Catalina llevaron a su caída del poder. 

## Biografía
Orlov fue hijo de Grigori Orlov, gobernador del Gran Nóvgorod. Tuvo un hermano menor, Alekséi, que igualmente ganaría prominencia militar y política en Rusia. Grigori Orlov fue educado en el cuerpo de cadetes de San Petersburgo, comenzó su carrera militar en la Guerra de los Siete Años, resultando herido en la batalla de Zorndorf. Mientras servía en la capital como oficial de artillería, captó la atención de la entonces gran duquesa Catalina Alekséievna, y fue el líder de la conspiración que resultó en el destronamiento y la muerte de su esposo, el emperador Pedro III en 1762.
Tras el ascenso al trono de Catalina, esta le otorgó el título de conde y lo nombró ayudante general, director general de ingenieros y general en jefe. Tuvieron un hijo ilegítimo, Alekséi Bóbrinski, que recibió el nombre del pueblo de Bóbriki, y del que desciende la noble familia de los Bóbrinski. La influencia de Orlov se hizo primordial tras el descubrimiento del complot de Fiódor Jitrovó para asesinar a toda la familia Orlov. En un momento dado, la emperatriz pensó en casarse con su favorito, pero el plan se frustró por su influyente consejero Nikita Ivánovich Panin. 
Orlov no era un estadista, pero tenía un ingenio rápido, una apreciación bastante precisa de los acontecimientos y fue un consejero útil y comprensivo durante la primera parte del reinado de Catalina. Entró con entusiasmo, tanto por motivos patrióticos como económicos, en la cuestión de la mejora de la condición de los siervos y su emancipación parcial. Como presidente de la Sociedad Económica Libre, fue también su más destacado defensor en la gran comisión de 1767, aunque su objetivo principal era el de complacer a la emperatriz.
Fue uno de los primeros propagandistas de la idea eslavófila de la emancipación de los cristianos del dominio otomano. En 1771, fue enviado como primer plenipotenciario ruso al congreso de paz de Focşani, pero fracasó en su misión, debido en parte a la obstinación de los otomanos y en parte (según Panin) a su propia insolencia escandalosa. 
Mientras tanto, los enemigos de Orlov, liderados por Panin, intentaban romper la relación entre Orlov y Catalina. Informaron a la emperatriz de que Orlov había seducido a su pariente de 13 años. Un joven y apuesto oficial, Aleksandr Vasílchikov, se convirtió entonces en nuevo amante de la monarca.
Para reconquistar el afecto de Catalina, Orlov le regaló uno de los más grandes diamantes del mundo, conocido desde entonces como el diamante Orlov. Cuando regresó -sin permiso- a su Palacio de Mármol de San Petersburgo, Orlov se vio reemplazado por el joven Gregorio Potemkin, nuevo amante de la emperatriz. Orlov se convirtió en un desconocido en la corte y se fue al extranjero durante algunos años.
En 1777, a la edad de 43 años, se casó con su pariente de 18 años, Yekaterina Zinóvieva, descrita por varias fuentes como una sobrina o una prima, pero no dejó hijos por ese matrimonio. Yekaterina murió de tuberculosis en 1781, a la edad de 23 años, en Lausana (Suiza). Su tumba, de la que se retiró su cuerpo en 1910, aún permanece en la Catedral de Lausana.
Durante algún tiempo antes de su muerte, sufrió una grave enfermedad mental, probablemente una forma de demencia, que progresó hacia un colapso mental completo. Regresó a Rusia unos meses antes de su muerte en Moscú en 1783.  Después de su muerte, Catalina II escribió: "Aunque hace tiempo que estoy preparada para este triste acontecimiento, me ha sacudido hasta lo más profundo de mi ser. La gente puede consolarme, incluso puedo repetirme todas esas cosas que se acostumbra a decir en tales ocasiones... mi única respuesta son las lágrimas estranguladas. Sufro de manera intolerable".